# Knud Henriksen Gyldenstierne den äldre
Knud Henriksen Gyldenstierne, död 1467, var en dansk adelsman. Han var farfar till Knud Henriksen Gyldenstierne d.y..
Knud Gyldenstierne innehade Aagaard och Ivernæs på Fyn, var medlem av det danska riksrådet 1452 och har beseglat flera betydelsefulla statsakter 1455-65. Enligt en obestyrkt tradition skulle drottning Dorothea efter kung Kristoffers död 1448 ha önskat gifta sig med Gyldenstierne och därigenom tillförsäkra denne den danska tronen.